# Тетрахлороферрат(III) водорода
Тетрахлороферрат(III) водорода — неорганическое соединение, 
кристаллогидрат комплексной соли железа и соляной кислоты с формулой H[FeCl4]·2H2O,
янтарно-жёлтые кристаллы,
растворяется в воде.

## Получение
- Экстрагирование диэтиловым эфиром из раствора хлорида железа(III) в соляной кислоте:

{\displaystyle {\mathsf {FeCl_{3}+HCl\ {\xrightarrow {}}\ H[FeCl_{4}]}}}

## Физические свойства
Тетрахлороферрат(III) водорода образует янтарно-жёлтые кристаллы
Растворяется в воде и эфире.